# Бабак Демид Іванович
Демид Іванович Бабак (1911 рік — 1 листопада 1943) — радянський офіцер, учасник Німецько-радянської війни, командир роти 924-го стрілецького полку 252-ї стрілецької Харківської Червонопрапорної дивізії 53-ї армії Степового фронту, Герой Радянського Союзу (17.05.1944, посмертно), лейтенант.

## Біографія
Народився в 1911 році в селі Савинці нині Оржицького району Полтавської області в родині українського селянина. Член ВЛКСМ із 1932 року. Закінчив Савинську початкову школу. Працював у колгоспі.
У 1934 році призваний до лав Червоної армії. У 1936 році демоболізувався. Удруге призваний в 1941 році. У 1942 році закінчив Ульяновське відділення курсів «Постріл». У боях Німецько-радянської війни з серпня 1943 року. Воював на Степовому фронті.
Стрілецька рота лейтенанта Д. І. Бабака пройшла нелегкий шлях від Волги до Дніпра. У запеклих боях за Харків і Придніпров'я Д. І. Бабак проявив себе вмілим командиром, хоробрим воїном.
У ніч на 1 жовтня 1943 року 924-й стрілецький полк форсував Дніпро. Рота під командуванням лейтенанта Д. І. Бабака отримала завдання подолати водний рубіж південніше Кременчука і зайняти плацдарм на правому березі. Успішно переправившись через річку, бійці підрозділу не тільки витримали натиск переважаючих сил ворога, а й потіснили його.
Незабаром на відвойованій у противника вузькій смужці землі були вже й інші підрозділи дивізії. Під час бою Д. І. Бабак кілька разів лягав за станковий кулемет і відбивав контратаки гітлерівців, які прагнули витіснити бійців до води і знищити їх.
1 листопада 1943 року Демид Іванович Бабак загинув у бою.
Указом Президії Верховної ради СРСР від 17 травня 1944 року «за мужність і героїзм, проявлені при форсуванні Дніпра й утриманні плацдарму на його правому березі лейтенанту Демиду Івановичу Бабаку посмертно присвоєно звання Героя Радянського Союзу».

## Нагороди
- Медаль «Золота Зірка» Героя Радянського Союзу
- Орден Леніна

## Пам'ять
- Похований на південно-східній околиці села Млинок Онуфріївського району Кіровоградської області.
- Іменем Героя названа восьмирічна школа в рідному селі.